# Nathan Henriques
Nathan Ruben Henriques (25. oktober 1820 i København – 28. oktober 1846 sammesteds) var en dansk maler, broder til Sally og Samuel Henriques.
Hans forældre var vekselerer Ruben Henriques jun. (1771-1846) og Jeruchim (Jorika) født Melchior (1785-1857). Allerede i sit 14. år begyndte han at besøge Kunstakademiet, hvor han i marts 1841 blev elev af Modelskolen. I de omhyggelig udførte billeder, som han udstillede på Charlottenborg Forårsudstilling 1841-45, synes han at have haft forkærlighed for optrin ved lys, som Studenternes fakkeltog, Rosenborg Slot, set ved bengalsk ild, En ildebrand på Holms Plads og lignende. Han havde også såvel malet som tegnet og litograferet nogle portrætter, da en tærende brystsyge allerede bortrev ham, lige 26. år gammel, den 28. oktober 1846. Han var ugift og er begravet på Mosaisk Nordre Begravelsesplads.
Henriques' værker er siden blevet udstillet på Danske jødiske Kunstnere, København 1908; Kunstnerforeningen af 18. Novembers udstilling 1942, Thorvaldsens Museum 1992-93; Kings and Citizens, Jewish Museum, New York 1983 og Indenfor murene, Kunstforeningen, København 1984-85.

## Værker
- En blind spillemand med sine børn ved indkørslen til Dyrehaven (1841)
- Fakkeltog i anledning af Frederik VIIs formæling 1841 (1842, Det Nationalhistoriske Museum på Frederiksborg Slot)
- Studenternes fakkeltog (1842, Det Nationalhistoriske Museum på Frederiksborg Slot)
- Studenternes fakkeltog i anledning af kronprinsesse Marianes ankomst, set fra Sandkisten (1843, solgt på Frederik VIIs auktion 1864)
- Rosenborg Slot set i bengalsk ild (1843)
- En ildebrand ved Holmens Palæ, set fra Lerches Gård bag Børsen (1844)
- En taterpige (1844)

Portrætter:
- Overrabbiner Salomon Abraham Gedalia (Det Nationalhistoriske Museum på Frederiksborg Slot)
- Institutbestyrer L.J. Kalisch (Det Nationalhistoriske Museum på Frederiksborg Slot)
- Birgitte Isaac (Det mosaiske Troessamfund)
- Sabine Lazarus med sin søn Nathan Lazarus d.y. (1841, Det mosaiske Troessamfund)
- Nathan Lazarus (ca. 1841, Det mosaiske Troessamfund)
- Rektor Bonaparte Borgen
- Officeren L.F. Brock

Grafik i Den Kongelige Kobberstiksamling
Han var tidligere repræsenteret med malerier i Johan Hansens samling